# 称制
称制（しょうせい）は、君主が死亡した後、次代の君主となる者（皇太子等）や先の君主の后が、即位せずに政務を執ること。日本では飛鳥時代に中大兄皇子（天智天皇）と鸕野讚良皇后（持統天皇）の2例が見られるが、どちらも『日本書紀』では一見してほとんど事実上の天皇と同然に記述されている。日本の場合、摂政と似ているが、摂政の場合は天皇が同時に存在しているが、称制の場合は天皇がいない（称制している本人が事実上の天皇か天皇に準ずる存在）のが大きな違いである。

## 中国の称制
称制はもともと中国の漢文の言葉である。先王が崩御して、新王が幼少である場合、太后（母后）が実権を握って政治を代行することをいう（垂簾の政）。古く春秋時代からみられる。日本と異なり、中国の場合は称制する者（母后）と別に正統の君主（幼君）が同時に存在しなければならない。

## 日本の称制
日本においては、中大兄皇子（舒明天皇・斉明天皇の皇子で後の天智天皇）と鸕野讚良皇后（天智天皇の皇女・天武天皇の皇后で後の持統天皇）の2例を「称制」としているが、この他に神功皇后・飯豊青皇女・阿閇皇女の計3例のケースも称制に相当すると言う考えがある。

### 中大兄皇子の称制
斉明天皇は新羅出兵準備中の661年に崩御したが、中大兄皇子は皇太子のまま即位せずに政務を執行した。斉明天皇の崩御後も即位を先延ばしにしたが、この間は『日本書紀』や『万葉集』によると「中皇命（なかつすめらみこと）」と呼ばれた人物がいたらしく、これは間人皇女（孝徳天皇の皇后）のこととする説が有力である。先帝の后や母后ではなく皇太子の方が実権を握っている点で、中国の称制とは異なるが、まず母后（斉明天皇）のちに先帝の后（孝徳天皇の皇后・間人皇女）を名目上の上位者として立てていたために形式上「称制」という名称が選ばれたのであろう。いずれにせよ、中大兄皇子は667年に近江大津宮に遷都し、668年旧正月1月3日にやっと正式に即位した（天智天皇）（一説に、中大兄皇子が同母妹の間人皇女と不倫関係を持っていた為に乙巳の変から15年以上経過してもなお即位できなかったとの説や、反対に間人皇女（＝中皇命）は中継ぎの大王として即位していたとの説もある。中大兄皇子が（結果的に）晩年にやっと即位した理由については他にも様々な説がある）。

### 鸕野讚良皇后の称制
天智天皇崩御後に勃発した壬申の乱に勝利した夫の大海人皇子（天武天皇）崩御後、鸕野讚良皇后は息子の草壁皇子への皇位継承を望んでいたのだが、ライバルの大津皇子を自害に追いやった為に却って反発を買い、草壁皇子の凡庸な器量も相まって、草壁皇子を即位させる事が出来なかったため、鸕野讚良皇后が政務を執り草壁皇子を支えた。結局皇太子のまま草壁皇子は早世してしまい、彼女は草壁皇子の遺児の珂瑠皇子（後の文武天皇）が成人するまでの中継ぎとして、690年旧正月にようやく持統天皇として即位した。天智天皇の皇女の鸕野讚良皇后の称制は自らが産んだ草壁皇子の血統が続くのをより確実にしたいがためであった。彼女は草壁皇子の早世にめげず、強いリーダーシップで律令国家体制確立への舵を執り、孫の珂瑠皇子への譲位（直前に天武天皇第一皇子の高市皇子が薨去したが、鸕野讚良皇后・藤原不比等による暗殺説もある）を果たした。天武と持統の間から生まれた草壁皇子の子孫は奈良時代の皇統となって平城京で政治・文化の担い手になったが、称徳天皇を最後に断絶してしまい、皇統は天智系（白壁王、のちの光仁天皇）に戻る事となった。

### 称制であるとする見方があるケース

#### 神功皇后の摂政
『日本書紀』によると、仲哀天皇の崩御後、世継ぎの応神天皇が生まれたばかりであり、その母の神功皇后が摂政となったという。ここであえて摂政という用語を使い「称制」とはいっていない。むろん伝説時代のことであるので当時に摂政だの称制だのという漢文の用語が使われたわけもなく、『古事記』では摂政とも称制ともいってはいない。が、『日本書紀』が編纂にあたって天智称制・持統称制にあわせて用語を統一しなかったのはどういうわけであろうか。その理由は、「仲哀天皇がいまだ崩御していないという建前をとったためその代理だから」という意味か、または「特に理由はなく、称制も広義の摂政の中の一種という建前でただ慣習的に称制という言葉が使われなかっただけ」というわけなのか、あるいは「応神天皇は胎中天皇と称されたように胎児の頃からすでに正式な天皇であってその代理」という主旨なのか、いずれの説をとっても用語に矛盾が生じ、真相（『日本書紀』編纂者の意図）はよくわからない。

#### 飯豊青皇女の執政
『日本書紀』によると、清寧天皇の崩御後、世継ぎの候補である億計尊（おけのみこと）と弘計尊（おけのみこと）の兄弟が互いに皇位を譲り合って後継が定まらなかったために、その姉とも叔母とも言われている飯豊青皇女が政務を執ったといわれている。

#### 阿閇皇女の執政
『続日本紀』によると、文武天皇の崩御後、世継ぎの首皇子が幼少であったため後継問題が浮上し、そこで文武天皇の母で天智天皇の皇女にあたる阿閇皇女が仮に政務を執った。だが、後継は定まらず、2カ月後に諸臣の要請を受けて首皇子成人までの中継ぎとして元明天皇として即位した。息子である天皇の崩御から元明天皇即位までの2カ月間は形式的には阿閇皇女の称制が成立していたと考えられているが、期間が短かったために、称制としての実質はほとんどなかったと考えられている。